# 叉鬚真巨口魚
叉鬚真巨口魚（学名：Eustomias filifer）为輻鰭魚綱巨口鱼目巨口鱼科的其中一種。分布於大西洋熱帶及亞熱帶海域，為深海魚類，體長可達23.2公分。

## 扩展阅读
維基物種上的相關：叉鬚真巨口魚